# Mōdraniht
Mōdraniht (Mütter-Nacht) bezeichnet einen angelsächsischen winterlichen Festtag. Er ist für die Zeit zwischen 500 und 700 belegt in Beda Venerabilis Werk De temporum ratione. In Kapitel 15 De Mensibus Anglorum (Die englischen Monate), schreibt der Autor:

„Sie beginnen aber das Jahr mit dem achten Kalender des Januars, an dem wir die Geburt des Herrn feiern. Und diese selbe Nacht, die uns besonders heilig ist, wird von den Heiden Modranicht genannt, was Nacht der Mütter bedeutet…“